# Wilhelm Hüls
Wilhelm Hüls (auch Wilhelmus Hüls oder Wilhelm Hulsius; * 8. September 1598 in Hilden; † 6. April 1659 in Wesel) war ein deutscher reformierter Theologe.

## Leben
Wilhelm Hüls wurde 1598 als zweitältester Sohn des Landwirts Anton Hüls und seiner Ehefrau Katharina von Venne in Hilden geboren. Von seinem Vater wurde Wilhelm Hüls zunächst auf eine Lateinschule, wahrscheinlich in Elberfeld, geschickt und nahm im Anschluss ab 1613 sein Theologiestudium am Pädagogium und dem Gymnasium Illustre in Bremen auf. 1622 wechselte er nach Herborn und schloss sein Studium Anfang 1624 in Genf ab, von wo aus er auch eine Studienreise nach Südfrankreich, insbesondere nach Avignon und Narbonne, unternahm. Ab Herbst 1624 war Hüls für mehrere Jahre als Vikar und Hilfsprediger in Hilden tätig.
Im Frühjahr 1628 berief ihn die Stadt Wesel zum Prediger der dortigen wallonische Gemeinde, deren Mitglieder von calvinistischen Flüchtlingen aus dem 16. Jahrhundert abstammten. Mit einer solchen, verhältnismäßig kleinen Gemeinde betraut, verfasste Hüls eine große Zahl theologischer Schriften und engagierte sich zusätzlich in diversen Vereinen und kirchlichen Gremien, denen er teils vorstand. Ebenso stand er zeitweise der Klevischen Synode und dreifach der reformierten Generalsynode der Herzogtümer Jülich-Kleve-Berg und der Grafschaft Mark vor. Im Rahmen dieser Ämter übernahm Hüls regelmäßig kirchenpolitische Aufgaben und avancierte zum Ansprechpartner der durch die Gegenreformation bedrängten Protestanten in den Herzogtümern Jülich und Berg. Hüls sammelte deren Beschwerden, um sie teils bei der brandenburgischen Regierung in Kleve, insbesondere aber bei der niederländischen Regierung, die sich als „Schutzmacht“ des Protestantismus am Niederrhein verstand, vorzutragen, und unternahm zu diesem Zweck auch zahlreiche Reisen nach Den Haag. Auf Wunsch der Generalsynode begab sich Hüls außerdem im Herbst 1645 auf eine sechsmonatige Reise nach Königsberg, um die Zustimmung Friedrich Wilhelms zur Einrichtung eines Fonds aus kirchlichen Einkünften zur Unterstützung bedürftiger Gemeinden in Jülich und Berg einzuholen, an dessen Verwaltung Hüls im Anschluss maßgeblich beteiligt war. Bereits zuvor war Hüls mit der Anlage eines Archivs für die Generalsynode beauftragt worden, wodurch er eine Fülle von Materialien zur reformierten Kirchengeschichte am Niederrhein sammelte und katalogisierte. Ferner war Hüls Mitverfasser der Kirchenordnung für die reformierte Kirche am Niederrhein, deren Inkrafttreten 1662 er allerdings nicht mehr erlebte. Hüls verstarb 1659 in Wesel.

## Ehrungen
In seiner Geburtsstadt Hilden ist eine Grundschule nach ihm benannt.